# Floirac (Charente-Maritime)
Floirac is een gemeente in het Franse departement Charente-Maritime (regio Nouvelle-Aquitaine) en telt 326 inwoners (2005). De plaats maakt deel uit van het arrondissement Saintes.

## Geografie
De oppervlakte van Floirac bedraagt 13,0 km², de bevolkingsdichtheid is 25,1 inwoners per km².
De onderstaande kaart toont de ligging van Floirac (Charente-Maritime) met de belangrijkste infrastructuur en aangrenzende gemeenten.

## Demografie
Onderstaande figuur toont het verloop van het inwonertal.